# Antonio Aranda Mata
Antonio Aranda Mata (Leganés, 13 novembre 1888 – Madrid, 8 febbraio 1979) è stato un generale spagnolo.
Combatté nella guerra civile spagnola fra i nazionalisti, ebbe il grado di colonnello nel 1936 e di generale nel 1937. Si distinse nella presa di Oviedo e nel successivo assedio della stessa città all'inizio della guerra civile. Successivamente comandò il Cuerpo de Ejército de Galicia.
Durante il franchismo fu un cospiratore contro il regime.

## Biografia

### Carriera militare
Nacque a Leganés il 13 novembre 1888.
Figlio di un militare, entrò all'Accademia militare di Toledo a tredici anni. Si specializzò come geografo e ingegnere. Partecipò alle campagne del Marocco come capitano di stato maggiore, dopo essere stato promosso a comandante per meriti di guerra. Di fatto, fu responsabile di molti dei preparativi tecnici dello sbarco di Alhucemas del 1925. All'epoca era considerato uno degli ufficiali di stato maggiore più brillanti dell'esercito.
Con fama di massone e liberale, dopo la proclamazione della seconda repubblica da parte dell'esercito, vi rientrò nel 1933, dopo la vittoria elettorale dei repubblicani moderati di Lerroux, con cui Aranda si identificava. Nel 1934 partecipò alla repressione della Rivoluzione delle Asturie. Alla fine dell'anno fu nominato governatore militare di Oviedo — con competenze su tutte le Asturie — in sostituzione del generale López Ochoa. Aveva ancora questo incarico quando il 19 luglio 1936 assecondò la sollevazione contro la seconda repubblica, ordendo un piano che gli permise di ingannare le autorità repubblicane e di dare origine all'assedio di Oviedo. Dopo la rottura dell'assedio fu nominato generale di brigata e nel novembre del 1937 ricevette la Croce Laureata di San Ferdinando. Alla fine dell'anno fu assegnato al comando del nuovo Cuerpo de Ejército de Galicia, unità che comandò fino alla fine della guerra civile spagnola.

### Franchismo
Dopo la fine della guerra Aranda fu nominato comandante della III Región Militar, con sede a Valencia. Tuttavia, fin dal principio mantenne una posizione distante rispetto a Franco e al suo regime. Secondo le voci dell'epoca, era in cattivi rapporti con i falangisti; Aranda non avrebbe voluto contare sull'aiuto dei falangisti durante l'assedio di Oviedo. D'altro canto, all'interno della Falange non si aveva una buona opinione dell'«eroe di Oviedo». Il 25 maggio 1939 si imbarcò a Vigo, diretto ad Amburgo, in occasione del ritorno della Legione Condor in Germania, per una visita di istruzione a Berlino e in altri centri industriali e militari, insieme ad altri comandanti spagnoli e fece ritorno a Vigo il 23 giugno. Al termine della visita rilasciò alcune dichiarazioni a un giornale portoghese in cui si mostrò sostenitore dell'idea di mantenere buoni rapporti con il Regno Unito, mentre criticava l'interesse italiano per le isole Baleari. Le parole di Aranda non piacquero al regime, e l'agenzia EFE arrivò a dichiarare che erano state male interpretate.> A metà del 1940 fu nominato direttore della Escuela Superior del Ejército a Madrid, in modo da allontanarlo dal comando di truppe.
Nel 1943 Aranda fu arrestato con l'accusa di cospirare contro Franco in favore di una restaurazione monarchica, ma la sua condizione di eroe di guerra gli permise di essere rapidamente liberato. Secondo documenti desecretati dei Servizi segreti britannici, all'epoca in cui era capitano generale di Valencia avrebbe ricevuto due milioni di dollari dal Regno Unito tramite il banchiere Juan March perché influisse su Franco onde la Spagna non partecipasse alla Seconda guerra mondiale al fianco della Germania nazista e, se non l'avesse convinto, si sollevasse contro il Caudillo.
Nel 1949, presiedette un comitato interno di coordinamento con socialisti e libertari, e per questo motivo fu deciso il suo congedo. Ciò nonostante, seguitò a capeggiare la cospirazione dei monarchici spagnoli durante la prima metà degli anni Cinquanta. Nel 1976, dopo la morte di Franco, re Juan Carlos I conferì ad Aranda il rango di tenente generale. Morì a Madrid l'8 febbraio 1979 e fu sepolto nel cimitero di Leganés.
Secondo lo storico inglese Paul Preston:
(Paul Preston.)